# بن دوور
بن دوور (انگلیسی: Ben Dover؛ زاده ۲۳ مهٔ ۱۹۵۶) بازیگر، کارگردان و تهیه‌کننده پورنوگرافی انگلیسی است.